# Aeroportul Sanfebagar
Aeroportul Sanfebagar (IATA: FEB, ICAO: VNSR) este un aeroport din Nepal ce deservește zona Sanphebagar⁠(d). Aeroportul a fost tranzitat în 2019 de 1.296 de pasageri.
Situat la o altitudine de 427 m, aeroportul dispune de o singură pistă.